# Декларация за общ език
Декларацията за общ език (на сърбохърватски: Deklaracija o zajedničkom jeziku) е медийно представена на 30 март 2017 г. в Сараево от интелектуалци от четири държави от Западните Балкани. 
Според инициаторите Ранко Бугарски и Снежана Кордич, целта на инициативата е да се приключи с езиковите разправии, които разделят страните от бивша Югославия от 90-те години на XX век. Според подкрепилите декларацията над 200 интелектуалци от Босна и Херцеговина, Хърватия, Черна гора и Сърбия, декларацията третира общият плурицентричен език, говорим и взаиморазбираем в тези четири държави. 
Най-сериозен отпор декларацията среща в Хърватия в лицето най-вече на управляващите. Президентът Колинда Грабар-Китарович (която е от чакавското малцинство в Истрия), заявява че това е политически проект, вече мъртъв заедно с Югославия. Алюзията е за кръстения сърбохърватски език. В инициативата участват хърватски интелектуалци от Сплит, а не от столицата Загреб, в която се говори на кайкавско наречие. 
От сръбска страна езиковедът Милош Ковачевич заявява, че коректното име на този език е сръбски. В самата Сърбия има интелектуалци които приемат езиковата инициатива, подкрепена финансово от две германски и една испанска фондация, като посегателство срещу кирилицата и собственото книжовно и интелектуално наследство от времето на просвещението и на славяносръбски. 